# Platylepis glandulosa
Espèce
Synonymes
- Diplogastra angolensis Welw. ex Rchb.f.[1]
- Erporkis glandulosa (Lindl.) Kuntze[1]
- Notiophrys glandulosa Lindl.[1]
- Platylepis angolensis (Welw. ex Rchb.f.) T.Durand & Schinz[1]
- Platylepis engleriana Kraenzl. ex Engl.[1]
- Platylepis nyassana Schltr.[1]
- Platylepis talbotii Rendle[1]

Platylepis glandulosa est une espèce de plantes à fleurs de la famille des Orchidaceae (les Orchidées) et du genre Platylepis, présente dans de nombreux pays d'Afrique tropicale.